# Machaerota assamensis
Machaerota assamensis är en insektsart som beskrevs av William Lucas Distant 1916. Machaerota assamensis ingår i släktet Machaerota och familjen Machaerotidae. Inga underarter finns listade i Catalogue of Life.